# نهر إنديغيركا
نهر إنديغركا (بالروسية: Индиги́рка) هو نهر في جمهورية ساخا في روسيا يقع بين نهر يانا ونهر كوليما. ويبلغ طوله 1,726 كيلومتر (1,072 ميل). تبلغ مساحة الحوض الخاص به 360000 كيلومتر مربع. يصب النهر في خليج كوليما، في بحر سيبيريا الشرقي.
ويتجمد في أكتوبر ويبقى تحت الجليد حتى مايو ويونيو.

## الروافد
الروافد الرئيسية للنهر هي:
- نهر كودوسن
- نهر كيونتي
- نهر إلغي
- نهر نيرا
- نهر موما
- نهر باديريخا
- نهر سيلينياخ
- يندينا

## الموانئ والمستوطنات والاقتصاد
الموانئ الرئيسة على النهر هي:
- خونو
- دروزينا (Druzhina, Sakha Republic)
- تشوكورداخ
- تابور.

يوجد في حوض إنديغيركا صناعة التنقيب عن الذهب. أوست نيرا، هو مركز لتعدين الذهب، ويعد أكبر مستوطنة على النهر.
يعجّ نهر إنديغيركا بمجموعة متنوعة من الأسماك. من بين أنواع السمك الأبيض المتعددة الأكثر قيمة، فنديس، وتشر، وموكسن، وإنكونا (نلما)، أومول، وغيرها من أنواع الأسماك.

## معلومات تاريخية
في عام 1638 وصل إيفان ريبروف إلى نهر إنديغيركا. في 1636 استكشف إيليزي بوزا الطريق البري إلى شبكة نهر إنديغيركا. في نفس الوقت تقريبًا، صعد بوزنيك إيفانوف أحد روافد لينا السفلى، وعبر سلسلة جبال فيرخويانسك إلى يانا العلوية ثم عبر سلسلة جبال تشيرسكي إلى إنديغيركا. وفي 1642 وصل ميخائيل ستادوخن إلى أنديغيركا برًا من نهر لينا.
كانت زاشيفارسك (Zashiversk) في إنديغيركا موقعًا استعماريًا هامًا خلال الأيام الأولى من الاستعمار الروسي. ولكن تم التخلي عنها لاحقًا في القرن التاسع عشر. المستوطنات التاريخية الأخرى المهجورة الآن منذ زمن طويل، هي بودشيفارسك (Podshiversk) ويندينسكوي يزيموفيي (Uyandinskoye Zimov'ye).
في 1892وحتى 1894 أجرى البارون إدوارد فون تول (Baron Eduard Von Toll) مسحًا جيولوجيًا في حوض إنديغيركا (من بين أنهار أخرى في أقصى شرق سيبيريا) بالنيابة عن الأكاديمية الروسية للعلوم. على مدار عام ويومين، قامت الرحلة الاستكشافية بتغطية 25,000 كيلو متر، منها 4,200 كيلو متر فوق الأنهار، وقامت بإجراء دراسات جيوديسية على الطرق.
إن قرية روسكوي يوستي، بالقرب من مصبات إنديغيركا، معروفة بثقافتها التقليدية الفريدة الخاصة بالمستوطنين الروس الذين جاء أجدادهم إلى المنطقة منذ قرون.

## الشحن والتفريغ في إنديغيركا
تتم عملية الشحن والتفريغ في نهر إنديغركا من فم النهر حتى المناطق الداخلية مثل مومسكوي سلينيخ. تشمل الموانئ الرئيسية على النهر خونو ودروزينا وتشوكورداخ وتابور. يستخدم النهر كوسيلة نقل رئيسية لنقل البضائع المختلفة، خاصة خلال فصل الصيف عندما يذوب الجليد، مما يجعل النهر صالحًا للملاحة.
تلعب المنطقة المحيطة بالنهر دورًا اقتصاديًا مهمًا بفضل وجود صناعات تعدين الذهب، حيث يعتبر مركز أوست نيرا من أكبر المستوطنات التي تتركز فيها أنشطة التعدين. بالإضافة إلى ذلك، يتميز النهر بوفرة الأسماك القيمة مثل الأسماك البيضاء، مما يجعله مكانًا مهمًا للصيد التجاري في المنطقة.

## مصبات إنديغيركا
تشكل إنديغيركا دلتا كبيرة، تتكون من عدة جداول (يتم وصف كل منها على الخريطة الروسية باعتبارها بروتوكا (ذراع نهري) وجزرًا. وقبل الوصول إلى بحر سيبيريا الشرقي بنحو 100 كم من ()، وينقسم النهر إلى جدولين رئيسيين. يُعرف الفرع الأيسر (غرب) باسم روسكو اوستينسكايا بروتوكا، والفرع الأيمن باسم سريدنيايا بروتوكا. ومن المصبات الأخرى، الفرع الثالث الرئيسي، كوليمسكايا بروتوكا الذي يتفرع من سريدنايا بروتوكا ورافده الأيمن (الشرقي)، مما يفسر اسم «الأوسط» لسردنايا بروتوكا.
في حين أن سريديانا بروتوكا تعني «الذراع الأوسط»، تشير أيضًا أسماء الفروع النهرية الرئيسة الغربية والشرقية إلى موقعها النسبي. كلومسكايا بروتوكا، أو كليمسكويي أستي هو الفرع النهري الأول الذي يقع على الجانب الشرقي، أي «جانب كوليما» (Kolyma) من الدلتا (الفرع الأقرب إلى كوليما، والجار الشرقي لإنديغيركا). روسكو يستينسكايا بروتوكا (Russko-Ustyinskaya Protoka)، والمعروف سابقًا باسم روسكوي أستي (Russkoye Ustye)  هو الفرع الأول الذي يقع في الجانب الغربي، أي «الجانب الروسي» من الدلتا (مما يعني الجانب الأقرب إلى روسيا (الأوروبية)). في هذه الأيام يظهر اسم روسكو أوستينسكايا بروتوكا (Russko-Ustyinskaya Protoka) كما لو كان تم تشكيله من اسم القرية الروسية القديمة روسكوي أستي (Russkoye Ustye) التي تقع هناك، ولكن يبدو أن العكس هو المرجح، حيث إن القرية هي التي تم تسميتها باسم الفرع النهري (روسكوي أستي) والتي تقع على ضفافه.
وقد شكلت قنوات الدلتا العديد من الجزر المنبسطة. الجزر الرئيسية مدرجة من الشرق إلى الغرب:
- يسن أري (Usun-Ary) وتقع طوليًا على طول الشاطئ الشرقي لمصب سريدنيايا (Srednyaya). حيث تبلغ 12 كيلو مترًا طولاً و 2.7 كيلو متر عرضًا.
- جزيرة أباروفسكي (Uparovskiy Island) وهي منفصلة تمامًا وتبعد 11 كيلومترًا عن مصب سريدنيايا (Srednyaya). وتبلغ حوالي 2 كيلو متر طولاً و1 كيلو متر عرضًا.
- جزيرة بلوسكي (Ploskiy Island) وهي أبعد مجموعة جزر عن مصب سريدنيايا (Srednyaya) يشبه شكلها حرف C ويبلغ طولها 3 كيلو مترات.
- بولشوي فيدوروفسكي (Bolshoy Fedorovskiy) وتقع بين مصبي إنديغيركا (Indigirka). حيث تبلغ 6 كيلو مترات في الطول وبحد أقصى للعرض يصل إلى 4 كيلو مترات.
- جزيرتا فكدنوي (Vkodnoy) وأوليني (Oleniy) اللتان تقعان على الميناء. مصب روسكو أست انسكايا (Russko Ust'inskaya) وهما متطابقتان في الحجم، حوالي 4 كيلومترات طولاً.
- جزيرة كرستوفي (Krestovyy Island) التي تقع معزولة تمامًا جنوب شبه جزيرة لوبتكا (Lopatka Peninsula)، وتقع بعيدًا عن مصب إنديغيركا الرئيسي الشمالي الشرقي بعشرة كيلو مترات. حيث تبلغ 6 كيلو مترات طولاً و 1.6 كيلو متر عرضًا.